# Nasser Gemayel
Nasser Gemayel, né le 6 janvier 1951 à Aïn El Kharroubé au Liban, est un évêque maronite, premier éparque de Notre-Dame du Liban de Paris des Maronites de 2012 à 2024 et visiteur apostolique pour les fidèles maronites d'Europe septentrionale et occidentale.

## Repères biographiques
Nasser Gemayel est membre de la famille Gemayel, qui fait partie des « grandes familles maronites qui ont fait le Liban depuis quelques siècles ». 
Après sa scolarité au Liban, Nasser Gemayel poursuit ses études au séminaire de Ghazir. Il obtient sa licence en philosophie à l'université Saint-Joseph de Beyrouth et sa licence en théologie à l'université Saint-Esprit de Kaslik. 
En 1977, il obtient un master de philosophie à l'université catholique de Lyon. 
Il est ordonné pour l'archéparchie d'Antélias des Maronites. Il poursuit ses études et obtient en 1984 un doctorat en lettres et sciences humaines à la Sorbonne, à Paris.
Rentré au Liban, il exerce différents ministères pastoraux en paroisses, assurant de 1992 à 2012 plusieurs fonctions de curé. En parallèle de ces fonctions il enseigne la théologie dans plusieurs universités et établissements d'enseignement supérieur. Il est également l'auteur de livres sur l'Église maronite.     
Le 21 juillet 2012, Benoît XVI érige l'éparchie Notre-Dame du Liban de Paris des Maronites et l'en nomme premier éparque, charge à laquelle s'ajoute celle de visiteur apostolique pour les maronites d'Europe septentrionale et occidentale.
Maroun-Nasser Gemayel reçoit la consécration épiscopale le 30 août 2012 à Bkerké des mains de Bechara Boutros Rahi, patriarche des maronites, avec comme co-consécrateurs Camille Zaidan (de) et Samir Mazloum (de).
Le 9 novembre 2022, le pape François nomme Peter Karam administrateur apostolique sede plena de l'éparchie Notre-Dame du Liban de Paris des Maronites. Finalement, le pape accepte sa démission le 29 mai 2024, et nomme Peter Karam administrateur apostolique sede vacante et ad nutum Sanctae Sedis.